# Gekijōban Naruto: Daikatsugeki! Yukihime Ninpōchō Dattebayo!!
Gekijōban Naruto: Daikatsugeki! Yukihime Ninpōchō Dattebayo!! - 劇場版 NARUTO 大活劇! 雪姫忍法帖だってばよ!! (no Brasil, Naruto O Filme: O Confronto Ninja no Pais da Neve; em Portugal, Naruto O Filme: A Grande Missão! Salvar a Princesa da Neve) é um filme de animação japonês dirigido por Tensai Okamura e baseado na franquia Naruto criada por Masashi Kishimoto. O longa foi lançado no Japão dia 21 de agosto de 2004 e em abril de 2010, diretamente em DVD, pela Playarte no Brasil. A história se passa após o episódio 101 do anime. A cantora Yuki realiza a canção de encerramento "Home Sweet Home".
O OVA A Grande Gincana da Vila da Folha foi incluído na exibição japonesa do filme. O curta de dez minutos gira em torno do fato de Naruto não conseguir utilizar o banheiro durante sua participação em um evento esportivo. Tal fato é digno de nota pois todos os personagens, vivos ou mortos, do universo de Naruto fazem uma aparição no vídeo (a maioria deles na fila do banheiro).

## Enredo
O filme começa com Naruto, Sasuke e Sakura assistindo um filme estrelado por Yukie Fujikaze em um cinema local. Kakashi ordenou que vissem o filme como um preparação para sua próxima missão: impedir que Yukie, que interpreta a Princesa Ventania nos filmes, seja capturada durante a produção de seu último filme. Mais tarde é revelado que Yukie na verdade é Koyuki Kazahana, uma princesa de uma ilha conhecida como País da Neve. Dotou Kazahana, que é revelado como tio de Koyuki, foi responsável pelo assassinato de Sosetsu, o pai dela, em um golpe de estado. Durante a filmagem do filme, os subordinados de Dotou, vestindo armaduras de chakra, tentam capturar a princesa, porém o Time 7 os impede. Eventualmente, os guarda-costas que queriam proteger e restabelecer Koyuki como governante do País da Neve são mortos e ela é capturada. Naruto entra no navio onde ela foi aprisionada para resgatá-la, porém é capturado e forçado a usar um dispositivos de drenagem de chakra. Dotou obriga Koyuki - mas não tem sucesso - a entregar um colar de cristal dada por seu pai quando ela era jovem, pois acreditava que era a chave que abriria o tesouro escondido deixado por Sosetsu. A cantora Yuki realiza a canção de encerramento "Home Sweet Home".
O Sasuke, Sakura e Kakashi se infiltram no forte enquanto Naruto e Koyuki escapam de seu cativeiro. Eles enfrentam Dotou e ele consegue tomar o colar de cristal e escapar com Koyuki. Naruto segue Dotou enquanto o restante do Time 7 confronta seus capangas. Kakashi derrota o líder deles, Nadare Roga, enquanto Sasuke e Sakura derrotam os outros dois, Fubuki Kakuyoku e Mizore Fuyukuma. Enquanto isso, Dotou descobre que o tesouro escondido é um gerador projetado para derreter a neve e, assim, trazer a primavera ao país. Naruto o enfrenta, mas é vencido novamente. Sasuke usa seu Chidori para enfraquecer a armadura de Dotou. Logo depois, Naruto libera sua energia e usa um novo Jutsu (Rasengan de Sete Cores) para finalmente derrotar Dotou e ativar o gerador no processo.
No final do filme, Koyuki decide reivindicar seu lugar de direito na realeza e menciona para o Time 7 que sua carreira de atriz não vai acabar.

## Elenco
| Personagem                       | Dublador Japonês  | Dublador Brasileiro                               |
| -------------------------------- | ----------------- | ------------------------------------------------- |
| Naruto Uzumaki                   | Junko Takeuchi    | Úrsula Bezerra                                    |
| Sasuke Uchiha                    | Noriaki Sugiyama  | Robson Kumode                                     |
| Sakura Haruno                    | Chie Nakamura     | Tatiane Keplmair                                  |
| Kakashi Hatake                   | Kazuhiko Inoue    | Élcio Sodré                                       |
| Koyuki/ Yukie/ Princesa Ventania | Yuhko Kaida       | Priscila Franco (adulta) Bianca Alencar (criança) |
| Sandayuu Asama                   | Ikuo Nishikawa    | Anibal Munhoz                                     |
| Dotou Kazahana                   | Tsutomu Isobe     | Mauro Castro                                      |
| Nadare Roga                      | Hirotaka Suzuoki  | Rodrigo Araújo                                    |
| Fubuki Kakuyoku                  | Jun Karasawa      | Denise Simonetto                                  |
| Mizore Fuyukuma                  | Holly Kaneko      | Raul Schlosser                                    |
| Omiji/Tsukekuro                  |                   | Cássius Romero                                    |
| Hidero/Shishimaru                | Kan Tanaka        | Alexandre Marconatto                              |
| Buriken                          | Yutaka Nakano     | César Marchetti                                   |
| Diretor Makino                   | Chikao Ōtsuka     | Carlos Campanile                                  |
| Diretor Assistente               | Akimitsu Takase   | Igor Lott                                         |
| Sosetsu Kazahana                 | Hidehiko Ishizuka | Dado Monteiro                                     |
| Dono do Cinema                   | Hideo Watanabe    | Fábio de Castro                                   |

### Personagens Exclusivos do Filme
- Sandayuu Asama é um personagem fictício do primeiro filme de Naruto. Foi o ex-tutor de Koyuki Kazahana, até ser morto por Dotou Kazahana junto com milhares de espadachins. Ele foi quem pediu para o Time 7 proteger Koyuki Kazahana até o País da Neve, por causa de Dotou Kazahana. Não sabe-se muito sobre seu passado. Sandayuu não usa nenhum Jutsu, mas é um exímio espadachim, pois é o líder dos espadachins da Vila Oculta da Neve.
- Koyuki Kazahana também é uma personagem fictícia do primeiro filme de Naruto. Koyuki é a atual princesa do País da Neve que não quis voltar para seu país com medo de Kazahana Dotou matá-la. Ela fez uma grande amizade com Naruto. Ela perdeu seu pai muito cedo quando tinha em torno de 5-7 anos. É uma jovem muito fria e sem sentimentos, mas depois que o País da Neve voltou à paz, ela voltou a ter uma vida feliz. Ela tinha ganhado a proteção do Time Kakashiaté o final do Filme 1/a chegada ao País da Neve, em uma missão nível A. Faz muitos films interpretando uma princesa, seu tutor era Asama Sandayu que já está morto.Naruto Uzumaki é seu fã. Koyuki não pode ser considerada uma ninja pois não se sabe se ela já entrou em uma academia ninja (acredita-se que não) pois nunca utilizou nenhum jutsu, mas tem uma grande inteligência, como enganou Naruto Uzumaki, que estava pedindo o seu autógrafo.
- Fuyukuma Mizore faz parte do time de jounins do País da Neve (Rouga Nadare e Kakuyoku Fubuki) tendo como chefe Kazahana Dotou. Eles ganharama missão de assassinar a princesa do País da Neve, Koyuki Kazahana, após vários anos da morte de Kazahana Sosetsu. Na primeira tentativa de matar Koyuki, Mizore enfrentou e derrotou Naruto, com facilidade, depois enfrentou Sakura Haruno até que os três bateram em retirada e capturaram a pincesa algum tempo depois. Na batalha final, foi derrotado por Sakura e Sasuke, sendo morto pelo mesmo. Mizore não sabe utilizar nenhum jutsu Hyouton, mas é mostrado que ele sabe se esconder muito bem com o Kakuremino no Jutsu (Técnica da Capa Mágica da Invisibilidade). Ele carrega consigo uma prancha que é usada para fácil movimentação pela neve.
- Fubuki Kakuyoku apareceu apenas no primeiro filme a mando de Kazahana Dotou para assassinar a princesa do gelo. Foi derrotada por Sasuke depois dele usar diversas tarjas explosivas contra ela e Mizore. Aparentemente, está morta. Em um flashback, quando Koyuki ainda era uma criança, ajudou Kazahana Dotou a assassinar o líder do País da Neve, Kazahana Sosetsu, assim Dotou comandaria o país até matar Koyuki. Kakuyoku Fubuki possui de alguma forma o Hyouton no Jutsu (habilidade ganha originalmente pela Kekkei Genkai do clã Koori) com esse poder se tornou uma poderosa jounin com o Hyouro no Jutsu.
- Sosetsu Kazahana foi o antigo líder de Yukigakure no Sato, mas Dotou Kazahana atacou o palácio do mesmo e o matando. Não se sabe se ele chegou a dominar Hyouton no Jutsu, ou se foi um ninja.
- Nadare Roga apareceu apenas no primeiro filme a mando de Doto Kazahana para assassinar a princesa do gelo. Aparentemente comanda Mizore e Fubuki. Foi derrotado por Kakashi depois de uma avalanche de neve causada pelo estrondo do ataque Raikiri. Aparentemente, está morto. Em um flashback, quando Koyuki ainda era uma criança, ajudou Kazahana Dotou a assassinar o líder do País da Neve, Kazahana Sosetsu, assim Dotou comandaria o país até matar Koyuki, no flashback, ele lutou (não mostrado) contra Kakashi e aparentemente o venceu. Rouga Nadare possui de alguma forma o Hyouton no Jutsu (habilidade ganha originalmente pela Kekkei Genkai do clã Koori) com esse poder se tornou um grande jounin com grandes técnicas como Hyouton Haryuu Muuko, Hyouton Yukaku Hakuegi e a técnica criada por ele mesmo Hyouton Rouga Nadare no Jutsu.
- Dotou Kazahana
- Fubuki Kakuyoku
- Mizore Fuyukuma